# Saperda imitans
Saperda imitans là một loài bọ cánh cứng trong họ Cerambycidae.